# The Show Must Go On (canción de Queen)
"The Show Must Go On" (en español: El espectáculo debe continuar o El show debe continuar) es una canción grabada por la banda de Rock británica Queen e incluida en su álbum Innuendo, lanzado en 1991. Aunque está firmada como composición grupal en realidad fue escrita por Brian May para Freddie Mercury, quien se encontraba en sus últimos meses de vida debido a que padecía la enfermedad del VIH.
Temáticamente la canción habla de manera ambigua sobre un inminente final (de la vida o de una relación amorosa) y concluye que, como dice el título de la obra (y el conocido refrán), "el espectáculo debe continuar"; simbólicamente preparando a los fans de la banda para lo que estaba por venir. El lanzamiento de la canción creó especulaciones entre la prensa sobre si verdaderamente Freddie tenía VIH, sospecha que se tenía desde finales de los años '80. La canción es considerada por muchos como la más emotiva y poderosa en la discografía de Queen.
Después del fallecimiento de Mercury, el sencillo volvió a ingresar en los charts británicos alcanzando el puesto #16. En Estados Unidos la canción llegó al puesto #2.

## Historia
Fue lanzada como sencillo el 14 de octubre de 1991 en el Reino Unido, 6 semanas antes de la muerte de Freddie. La elección de la cara B resultó un misterio para la época, que dio pie a muchos análisis y especulaciones por parte de los fans, que aún no se han podido confirmar o desmentir: el lado B fue el tema de Brian May "Keep Yourself Alive" (Mantente vivo), del LP debut de la banda en 1973 y además primer sencillo de Queen, por lo que emparejarlo con The Show Must Go On pudo deberse a que el grupo sabía (o al menos tenía grandes indicios) que sería el último sencillo con Freddie Mercury. Aunque totalmente plausible, la historia nunca se ha confirmado. Independientemente a las especulaciones, en efecto, el último sencillo editado con Freddie estuvo acompañado de su primer sencillo, "Keep Yourself Alive", en la cara opuesta. La fusión de las dos canciones encajaba a la perfección y alcanzó el puesto 16 en las listas del Reino Unido.
Debido a que la enfermedad tenía muy debilitado al cantante, sus compañeros decidieron que los falsetes y notas muy altas o agudas de los coros serían grabadas por Taylor, además de grabar las pistas musicales por separado, para que Freddie Mercury sólo asistiera al estudio a grabar su voz. Las versiones de demostración presentaban a Brian May cantando las notas altas en falsete. Cuando May presentó la demo final a Mercury, tenía dudas de que Mercury fuera físicamente capaz de cantar aquella línea vocal altamente exigente de la canción, debido a la gravedad de su enfermedad en ese momento. Para sorpresa de May, cuando llegó el momento de grabar las voces, Mercury bebió un trago de vodka y dijo: «I'll fucking do it, darling» algo similar a “joder, lo haré, cariño"), en un momento de valentía. Inmediatamente pasaría a realizar la línea vocal y de grabación en una sola toma.

## Versiones
En diversas ocasiones se ha versionado esta canción. En 1992 fue interpretada por Marcos Guinle y Hernan Slullitel durante el Concierto en Tributo a Freddie Mercury y en el año de 1997 en una presentación especial que la banda hizo para un espectáculo de Ballet, que incluía música de Queen para su repertorio, dirigido por el coreógrafo Maurice Bejart, apareciendo en el recopilatorio Greatest Hits III marcando de la última presentación del bajista de Queen John Deacon quien posteriormente se retiraría de la banda. 
En 2001 se incluyó en la banda sonora de la película Moulin Rouge!, interpretada por Jim Broadbent y Nicole Kidman, en 2015 el cantante inglés Tom Chaplin hizo una versión en directo en un recital en Londres. 
En 2016, la canadiense Céline Dion grabó una versión de estudio a raíz del fallecimiento de su marido y la incluyó en sus conciertos de Las Vegas. Así mismo, la interpretó en vivo en la ceremonia de los Billboard Music Award de ese año, cuando fue reconocida su trayectoria con el "Premio Ícono". 
El grupo 2CELLOS (Luka Sulic y Stjepan Hauser) interpretaron en 2016 su propio arreglo de esta canción, en homenaje al cantante por el 25 aniversario de su muerte. Fue producido, mezclado y masterizado por 2CELLOS y Filip Vidovic en Morris Studio, Zagreb, Croacia. Incluyó un video dirigido por Zdenko Bašić con fotografía de Tomislav Krnić.  
En 2024, en España, la cantante Julia Medina imitó a Céline Dion con esta canción en la Gran Final de la Temporada 11 del programa de imitaciones Tu cara me suena.  
Cuatro años antes, en Reino Unido, país natal de la banda, el comediante y músico británico Bill Bailey y la bailarina sudafricana Oti Mabuse bailaron esta canción en la segunda etapa, "Showdance", de la Gran Final de la Temporada 18 del reality de baile Strictly Come Dancing; en donde además, Bill deslumbró al público con su solo de guitarra en la parte final de su presentación.  
También en 2024, el actor y cantante chileno Gabriel Cañas la interpretó para la impactante y sorprendente obertura de la versión 2024 de los Premios Caleuche, en Chile, sorprendiendo a todos con su potente voz. Meses después, pero en otro país, en Argentina, el periodista Pedro "Pepe" Ochoa y la cantante Sol Bardi interpretaron esta misma canción en el capítulo Duelo de la temporada 2024 del reality show de canto Cantando por un Sueño Argentina. 

## En directo
La canción nunca fue interpretada en directo por el grupo, ya que su última gira fue el Magic Tour de 1986. Es por este motivo que ninguna canción del álbum Innuendo fue tocada en vivo por el grupo en vida de Freddie Mercury.
No obstante, la canción sí se interpretó en el Concierto homenaje a Freddie Mercury el 20 de abril de 1992, por los tres miembros restantes de Queen y por Elton John a la voz, quien posteriormente la ha interpretado en alguno de sus propios conciertos.
Posteriormente, la canción fue rescatada, ya sin John Deacon en la formación, para las actuaciones en directo de Queen + Paul Rodgers entre 2005 y 2008, y las de Queen + Adam Lambert a partir de 2012 hasta el presente.

## Personal
- Freddie Mercury: voz principal y coros.
- Brian May: guitarra eléctrica, teclados, programación y coros.
- Roger Taylor: batería y coros.
- John Deacon: bajo.

## Videoclip
Debido a que Freddie Mercury estaba muy enfermo y débil en aquel entonces (octubre de 1990), no se grabó ningún vídeo, tan sólo se hizo un videoclip recogiendo trozos de otros videoclips y actuaciones en vivo esto apoyando al lanzamiento del álbum recopilatorio Greatest Hits II lanzado casi 1 mes antes de la muerte del vocalista Freddie Mercury en ese año.
Se tomaron trozos de:
- I'm Going Slightly Mad (videoclip)
- I Want to Break Free (videoclip)
- A Kind of Magic (videoclip)
- Live at Wembley ‘86 (concierto)
- I Want It All (videoclip)
- Live Aid (concierto)
- Innuendo (videoclip)
- Live in Montreal (concierto)
- It's a Hard Life (videoclip)
- Scandal (videoclip)
- Breakthru (videoclip)
- Friends Will Be Friends (videoclip/actuación)
- The Invisible Man (videoclip)
- Princes of the Universe (videoclip)
- Body Language (videoclip)
- Radio Ga Ga (videoclip)
- Who Wants to Live Forever? (videoclip)
- Headlong (videoclip)
- The Miracle (videoclip)
- Live in Knebworth Park (último concierto)
- Headlong (videoclip)
- Calling All Girls (videoclip)
- Back Chat (videoclip)
- One Vision (videoclip)